# Johannes Stabius
Johannes Stabius, né vers 1460 à Hueb-bei-Steyr, Haute-Autriche et mort le 1er janvier 1522 à Graz, Styrie, est un humaniste, cartographe et historien autrichien.

## Années de formation
Johannes Stabius (en allemand Stab, ou peut-être autrich. Stöberer) était probablement le fils d'un domestique : on n'a guère d'information sur sa jeunesse. Il devint bachelier de l'université d'Ingolstadt en 1484. Après des années d'errance qui l'amenèrent de Nuremberg à Vienne, il enseigna les mathématiques à l'université d'Ingolstadt de 1498 à 1503. C'est Conrad Celtis, qu'il avait rencontré en 1492, qui l'attira en 1503 à l'université de Vienne.
L'été de cette même année, il entra au service de l'empereur Maximilien Ier du Saint-Empire, à qui il avait demandé audience au cours de ses précédents voyages, et qu'il conseillait à l'occasion sur les points de science et de littérature.

## L'écrivain et l'historien
Stabius s'était lié d'amitié avec de nombreux humanistes et poètes, ainsi qu'avec le graveur Albrecht Dürer (c'est Dürer qui grava son blason). Lui-même s'essayait à la poésie : Celtis lui décerna en 1502 la palme de poeta laureatus.

Il s'était distingué avec ses Odes dédiées à l'empereur et aux grands du Saint-Empire ; avec Willibald Pirckheimer, il fit les esquisses préalables du décor allégorique de « l'entrée princière » et de l'arc de triomphe censés promouvoir la politique de Maximilien Ier. Ainsi la dédicace inscrite sur l'arc de triomphe, qu'Albrecht Dürer illustra, est-elle de Stabius.
En outre, il éditait et traduisait les œuvres de nombreux humanistes ; on lui doit entre autres une édition de l'écrivain latin Jordanès. Délaissant l'hagiographie, il publia les manuscrits de l'abbé Trithème dont il avait retrouvé une partie. Il fut, aux côtés de Ladislaus Sunthaym et de Conrad Celtis historien officiel des Habsbourg et reconstitua notamment à partir d'actes anciens la généalogie des  Habsbourg.

## Le géographe
Mais sa principale invention est sans doute une projection cartographique nouvelle conservant les surfaces. La projection cordiforme de Stab-Werner fut publiée pour la première fois en 1514 par Johannes Werner (1468-1528). Cette projection connut ses heures de gloire dans la première moitié du XVIe siècle avec les mappemondes d'Oronce Fine, avant d'être délaissée au profit de la Projection de Mercator. 

Stabius fit usage d'une autre projection pour un cadran solaire conçu avec Johannes Werner pour le chœur oriental de l'église St Lorenz à Nuremberg.

## Dernières années
Bien que Stabius fût un clerc, l'empereur Maximilien l'anoblit en 1515 pour le récompenser de la qualité de ses travaux.

En 1519, à la mort de l'empereur, il demeura quelque temps au service de Ferdinand de Habsbourg. Il était alors le plus souvent en résidence à Augsbourg, Ingolstadt ou Nuremberg. Il mourut le 1er janvier 1522 à Graz (Styrie).

## Sources
- (de) Cet article est partiellement ou en totalité issu de l’article de Wikipédia en allemand intitulé « Johannes Stabius » (voir la liste des auteurs).